# Districtul Moyle
Moyle este un district al Irlandei de Nord. Principalul oraș este Ballycastle cu o populație de 5.089 locuitori, alte localități importante fiind Bushmills, Ballintoy, Armoy, Cushendall, Cushendun și Waterfoot.